# Équation de Cole-Cole
Pour les articles homonymes, voir Cole.
L'équation de Cole-Cole est un modèle de relaxation qui est souvent utilisé pour décrire la relaxation diélectrique de polymères.
Elle est donnée par
{\displaystyle \varepsilon ^{*}(\omega )=\varepsilon _{\infty }+{\frac {\varepsilon _{s}-\varepsilon _{\infty }}{1+(i\omega \tau )^{1-\alpha }}}}
où {\displaystyle \varepsilon ^{*}} est la constante diélectrique (ou permittivité relative) complexe, {\displaystyle \varepsilon _{s}} et {\displaystyle \varepsilon _{\infty }} sont les constantes diélectriques « statique » et « fréquence infinie », {\displaystyle \omega } est la fréquence angulaire et {\displaystyle \tau } est un temps caractéristique.
Le paramètre {\displaystyle \alpha }, qui prend une valeur comprise entre 0 et 1, permet de décrire différentes formes spectrales. Quand {\displaystyle \alpha =0}, le modèle Cole-Cole se réduit au modèle de Debye. Quand {\displaystyle \alpha >0}, la relaxation est étirée, c'est-à-dire qu'elle s'étend sur une plage plus large que la relaxation de Debye.
La séparation de la constante diélectrique complexe {\displaystyle \varepsilon (\omega )} a été donnée dans l'article original de Cole et Cole comme suit :
{\displaystyle \varepsilon '=\varepsilon _{\infty }+(\varepsilon _{s}-\varepsilon _{\infty }){\frac {1+(\omega \tau )^{1-\alpha }\sin \alpha \pi /2}{1+2(\omega \tau )^{1-\alpha }\sin \alpha \pi /2+(\omega \tau )^{2(1-\alpha )}}}}
{\displaystyle \varepsilon ''={\frac {(\varepsilon _{s}-\varepsilon _{\infty })(\omega \tau )^{1-\alpha }\cos \alpha \pi /2}{1+2(\omega \tau )^{1-\alpha }\sin \alpha \pi /2+(\omega \tau )^{2(1-\alpha )}}}}
Ces dernières expressions se traduisent, après introduction des fonctions hyperboliques, par
{\displaystyle \varepsilon '=\varepsilon _{\infty }+{\frac {1}{2}}(\varepsilon _{0}-\varepsilon _{\infty })\left[1-{\frac {\sinh((1-\alpha )x)}{\cosh((1-\alpha )x)+\cos \alpha \pi /2}}\right]}
{\displaystyle \varepsilon ''={\frac {1}{2}}(\varepsilon _{0}-\varepsilon _{\infty }){\frac {\cos \alpha \pi /2}{\cosh((1-\alpha )x)+\sin \alpha \pi /2}}}
Où {\displaystyle x=\ln(\omega \tau )}.
On retrouve les expressions de Debye lorsque {\displaystyle \alpha =0}.
La relaxation de Cole-Cole constitue un cas particulier de la relaxation de Havriliak-Negami lorsque le paramètre de symétrie (β) est égal à 1, c'est-à-dire lorsque les pics de relaxation sont symétriques. Un autre cas particulier de relaxation de Havriliak-Negami (β<1, α=1) est connu sous le nom de « relaxation de Cole-Davidson ».